# Două femei la fereastră
Două femei la fereastră este o pictură realizată în ulei pe pânză de pictorul spaniol Bartolomé Esteban Murillo în 1665-1675, aflată în prezent în National Gallery of Art din Washington, D.C.
Primul său proprietar înregistrat a fost Pedro Francisco Luján y Góngora, Duque de Almodóvar del Rio, ai cărui moștenitori l-au vândut lui William A'Court în 1823. A rămas în familia acestuia până când a fost vândut unui comerciant de artă în 1894 și, mai târziu în același an, de către comerciant lui Peter Arrell Browne Widener, care l-a lăsat actualului proprietar în 1915.